# Viljandi Tulevik
JK Viljandi Tulevik este o echipă de fotbal din Viljandi, Estonia.

## Palmares
| Național | Liga estonă        | Cea mai bună clasare | Sezoane    |
| -------- | ------------------ | -------------------- | ---------- |
| Național | Prima ligă         | Locul :              | 1999       |
| Național | A doua ligă        | Campioni             | 2016       |
| Național | Cupa Estoniei      | Finalistă :          | 1999, 2000 |
| Național | Supercupa Estoniei | Finalistă :          | 2000       |

### Finale
| 1999 | Tulevik | 2 - 3 | Levadia Maardu | 2000 | Tulevik | 1 - 2 | Levadia Maardu |
| 2000 | Tulevik | 0 - 2 | Levadia Maardu |      |         |       |                |

## Tulevik Viljandi în Europa
- QR = Calificări
- R1 = Prima rundă

| Sezon   | Competiție          | Rundă | Țară    | Club                 | Acasă | Deplasare |
| ------- | ------------------- | ----- | ------- | -------------------- | ----- | --------- |
| 1998    | Cupa UEFA Intertoto | R1    | Elveția | FC St. Gallen        | 1-6   | 2-3       |
| 1999/00 | Cupa UEFA           | QR    | Belgia  | Club Brugge          | 0-3   | 0-2       |
| 2000/01 | Cupa UEFA           | QR    | Serbia  | FK Napredak Kruševac | 1-1   | 1-5       |

## Jucători
Din 22 august 2009.
| Nr. |         | Poziție | Jucător             |
| --- | ------- | ------- | ------------------- |
| 1   | Estonia | P       | Kaido Koppel        |
| 2   | Estonia | F       | Andrei Veis         |
| 3   | Estonia | F       | Aleksei Jahhimovitš |
| 4   | Estonia | F       | Sander Sinilaid     |
| 5   | Estonia | F       | Mikk Sillaste       |
| 9   | Estonia | A       | Janar Toomet        |
| 10  | Estonia | A       | Jüri Jevdokimov     |
| 11  | Estonia | A       | Rait Kasterpalu     |
| 12  | Estonia | P       | Aiko Orgla          |
| 13  | Estonia | M       | Eerik Reinsoo       |
| 14  | Estonia | A       | Markko Kudu         |
| 15  | Estonia | M       | Albert Taar         |

| Nr. |         | Poziție | Jucător              |
| --- | ------- | ------- | -------------------- |
| 16  | Estonia | M       | Siim Luts            |
| 17  | Estonia | A       | Sergei Jegorov       |
| 18  | Estonia | F       | Armand Naris         |
| 20  | Estonia | M       | Rasmus Luhakooder    |
| 21  | Estonia | A       | Aleksandr Kulatšenko |
| 22  | Estonia | F       | Rauno Tutk           |
| 23  | Estonia | M       | Ats Sillaste         |
| 24  | Estonia | F       | Tanel Võtti          |
| 25  | Estonia | A       | Andres Koogas        |
| 26  | Estonia | A       | Rauno Alliku         |
| 27  | Estonia | F       | Martin Taska         |

## Jucători notabili
Estonia
| - Teet Allas - Andre Anis - Aivar Anniste - Urmas Kirs - Dzintar Klavan - Ragnar Klavan | - Liivo Leetma - Alari Lell - Marko Lelov - Marek Lemsalu - Pavel Londak - Konstantin Nahk | - Raivo Nõmmik - Jan Õun - Taavi Rähn - Lembit Rajala - Meelis Rooba - Maksim Smirnov | - Mark Švets - Toomas Tohver - Dmitri Ustritski - Rain Vessenberg - Vjatšeslav Zahovaiko |

 Lituania
- Marius Dovydėnas
- Tomas Sirevičius